# Горанско Поље
Горанско Поље је насељено место у Босни и Херцеговини у општини Коњиц у Херцеговачко-неретванском кантону које административно припада Федерацији Босне и Херцеговине. Према попису становништва из 1991. у насељу је живјело 192 становника.

## Географија
Насеље се налази у долини Неретвице, северно од Коњица.

## Становништво
По последњем службеном попису становништва из 1991. године, у насељу Горанско Поље живела су 192 становника. Становници су претежно били Хрвати.
| Националност | 1991.        | 1981. | 1971. |
| Хрвати       | 157 (81,77%) |       |       |
| Муслимани    | 35 (18,23%)  |       |       |
| Укупно       | 192          |       |       |